# Герман I Цариградски
Герман I је био цариградски патријарх (од 715. до 730.), син првог царског сенатора. Проглашен је свецем због своје борбе против иконобораца. Према писању једног католичког сајта, патријарх Герман Цариградски се не убраја међу најрепрезентативније ликове источног хришћанског света, али се његово име појављује на попису великих бранитеља светих слика, састављеном на Другом никејском сабору, 787. године, чиме му је указана част.

## Житије
Његовог оца, сенатора, убио је цар Констанс II Погонат, а самог Германа ушкопио и силом га замонашио. Међутим, предање каже да се као монах Герман прославио својим хришћанским животом. Због тога је изабран прво за епископа кизичког, а потом, када је на престо ступио цар Анастасије II и за патријарха цариградског. Као патријарх крстио је Константина V Копронима, који је, према предању, приликом крштења „упрљао воду нечистотом“. Предање даље каже да је Герман прорекао да ће будући цар, Копронимов отац, донети „нечисту јерес“. То пророчанство се, према причи и испунило. У време док је Герман вршио службу патријарха, Цариград су опседали Сарацени, али су грађани ипак одолели и спасили Цариград. Победа је приписивана божјој вољи, а Герман је био мишљења да је то потврда побожности коју је народ исказивао према светим сликама. Цар Лав IV Хазар, који се управо у то време устоличио (717.), је био другачијег мишљења, те сматрао идолопоклонике опасношћу. Предузео је реформаторске мере које су подразумевале уклањање икона, а на једном јавном скупу 7. јануара 730. се и изјаснио против слављења икона. Герман му се отворено супротставио и цар му је одузео титулу патријарха и прогнао га у манастир где је касније и умро 740. године, заборављен од свих.

## Заслуге
Патријарх Герман је поклањао велику пажњу литургијским слављима, као и тропарима и неко се време за њега сматрало да је установио празник Акатистос. Иако га теолози не сматрају великим мислиоцем, нека су његова писана дела (тзв. хомилије) остала упамћена пре свега због неких његових схватања о мариологији и представљају део традиције хришћанских цркава, без обзира да ли се ради о источним или западним. Према тврдњи католичког сајта, нараштаји монаха и других припадника бројних установа и данас проналазе у тим текстовима велику вредност за духовни живот. Папа Пије XII је одабрао један од тих текстова и сврстао га у апостолску конституцију Munificentissimus Deus (1950) који је прогласио аргументом верске истине о Маријином Узнесењу на небо.

## Митологија
Према неким изворима, свети Герман је у митологији старих Словена био повезиван са истоименим демоном атмосферских појава.

## Празник
Српска православна црква слави га 12. маја по црквеном, а 25. маја по грегоријанском календару. Грчка Црква такође слави његов литургијски спомен 12. маја.